# 超級白兔號列車
超級白兔（日语： Super Hakuto */?）是智頭急行與西日本旅客鐵道共同經營，經由JR京都線、JR神戶線、山陽本線、智頭線、因美線、山陰本線，行駛於京都府京都市京都車站與鳥取縣倉吉市倉吉車站之間的特別急行列車。
列車名稱「白兔」取自是日本神話「因幡之白兔」故事中的白兔，在日文中採用「白兔」的音讀。

## 運行概況
過去從大阪到鳥取之間經由播但線的列車全程約需4小時，1994年經由智頭線通過的超級白兔號營運後，將大阪至鳥取之間的時間縮短至2小時30分；在1994年開始運行之初，列車是由新大阪車站為始發站，1995年起才開始陸續以臨時列車的方式改為自京都車站始發，1996年開始正式以京都站為始發站。
目前每天自京都發往鳥取2車次，發往倉吉5車次，反方向自倉吉每天發往京都6車次，自鳥取發往京都1車次。
每年在鳥取大學2次考試當日會加開全車指定席的臨時列車「勝利白兔」，以冠上「勝利」的吉祥列車名稱供考生搭乘。

### 停靠車站
京都站 - 新大阪站 - 大阪站 - 三之宫站 - （神戶車站） - 明石站 - （西明石車站） - （加古川車站） - 姬路站 - 上郡站 - 佐用站、大原站、智頭站 - 郡家站 - 鳥取站 - 倉吉站
- 括號為僅部分車次停靠。
- 在冬季期間部分列車會臨時停靠於相生站和用瀨車站。
- 在上郡車站至倉吉車站之間路段由於為單線軌道，會在部分車站停下等候會車。

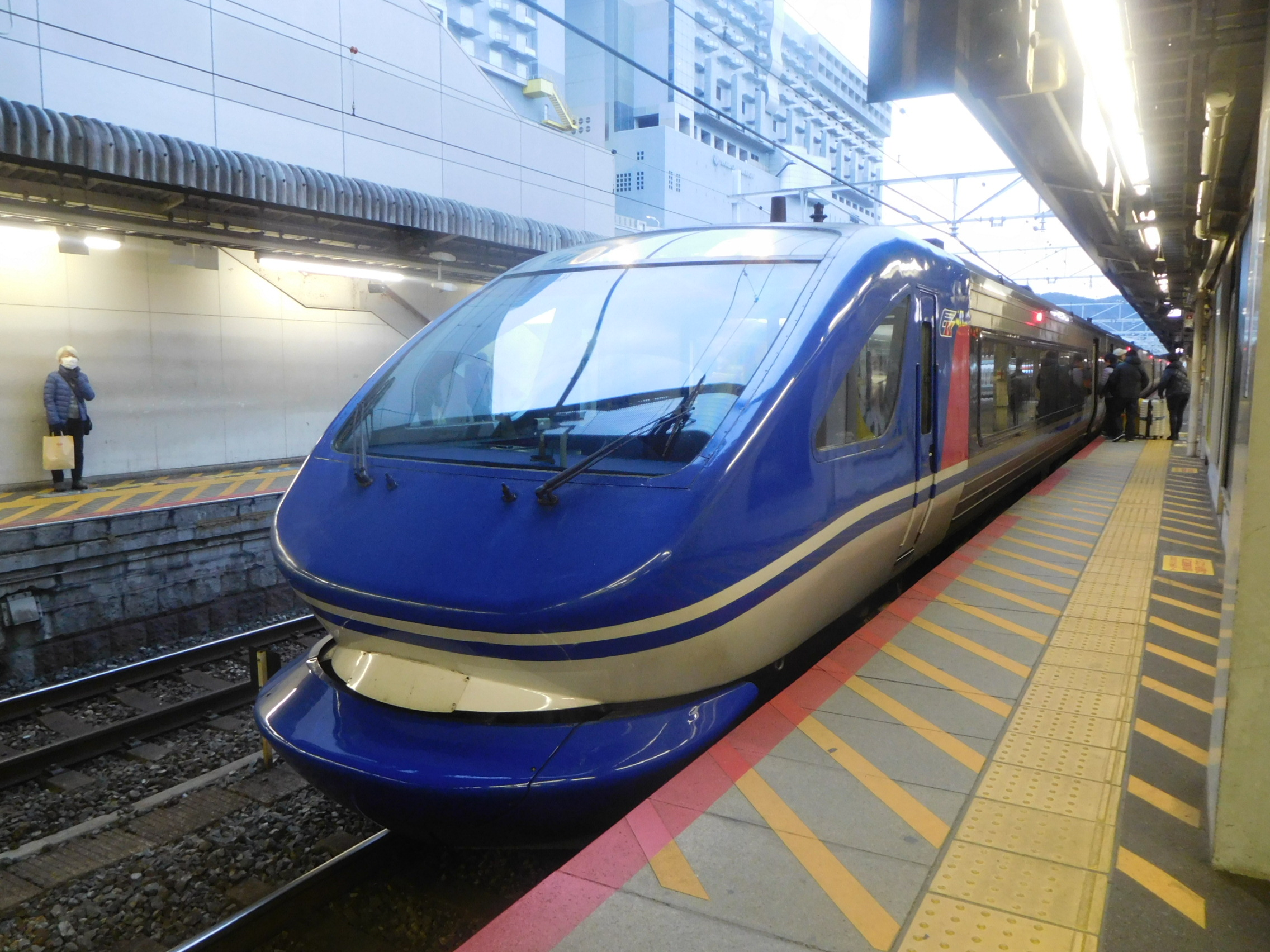
停靠於京都車站的超級白兔號列車
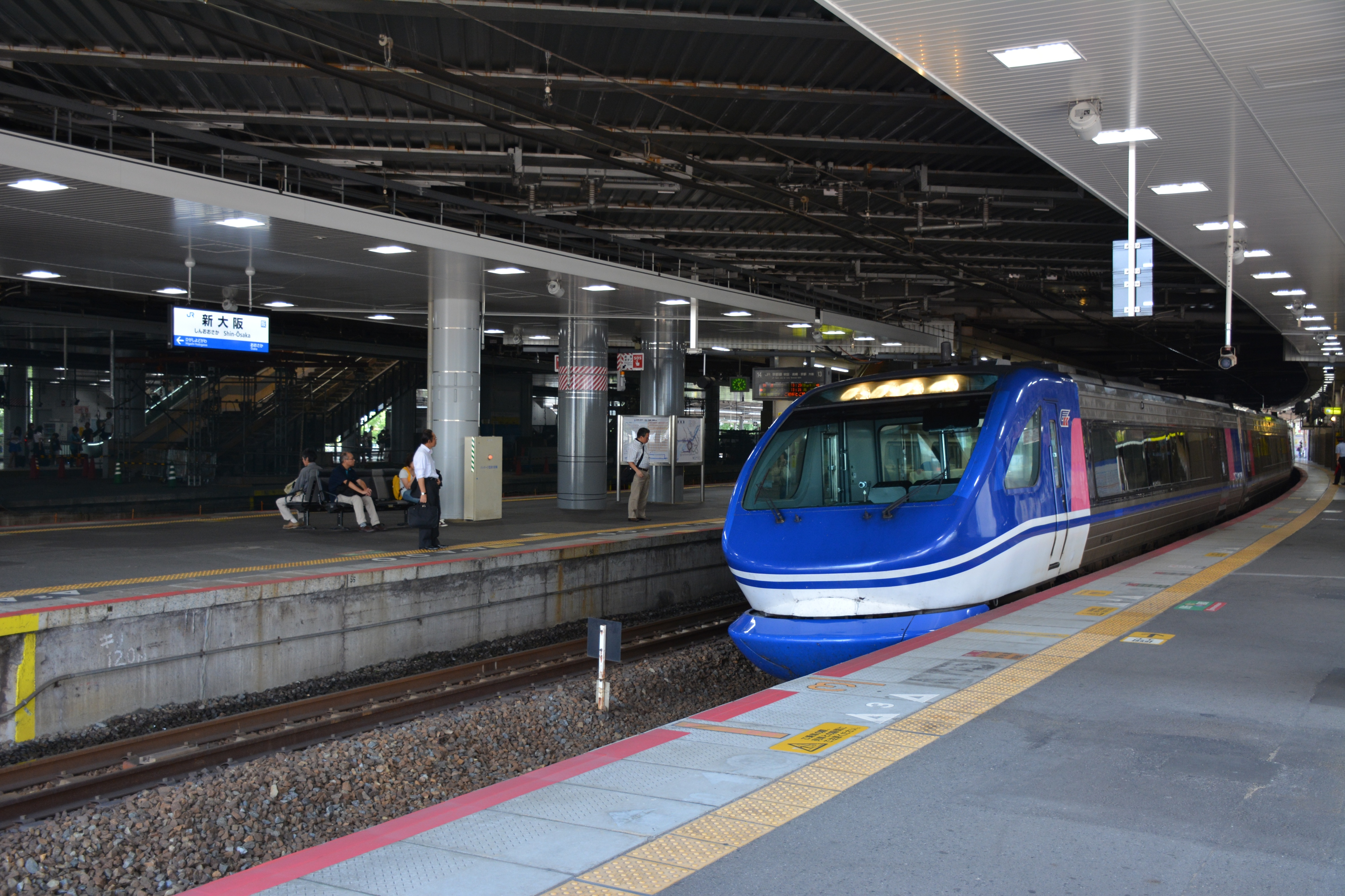
停靠於新大阪車站的超級白兔號列車
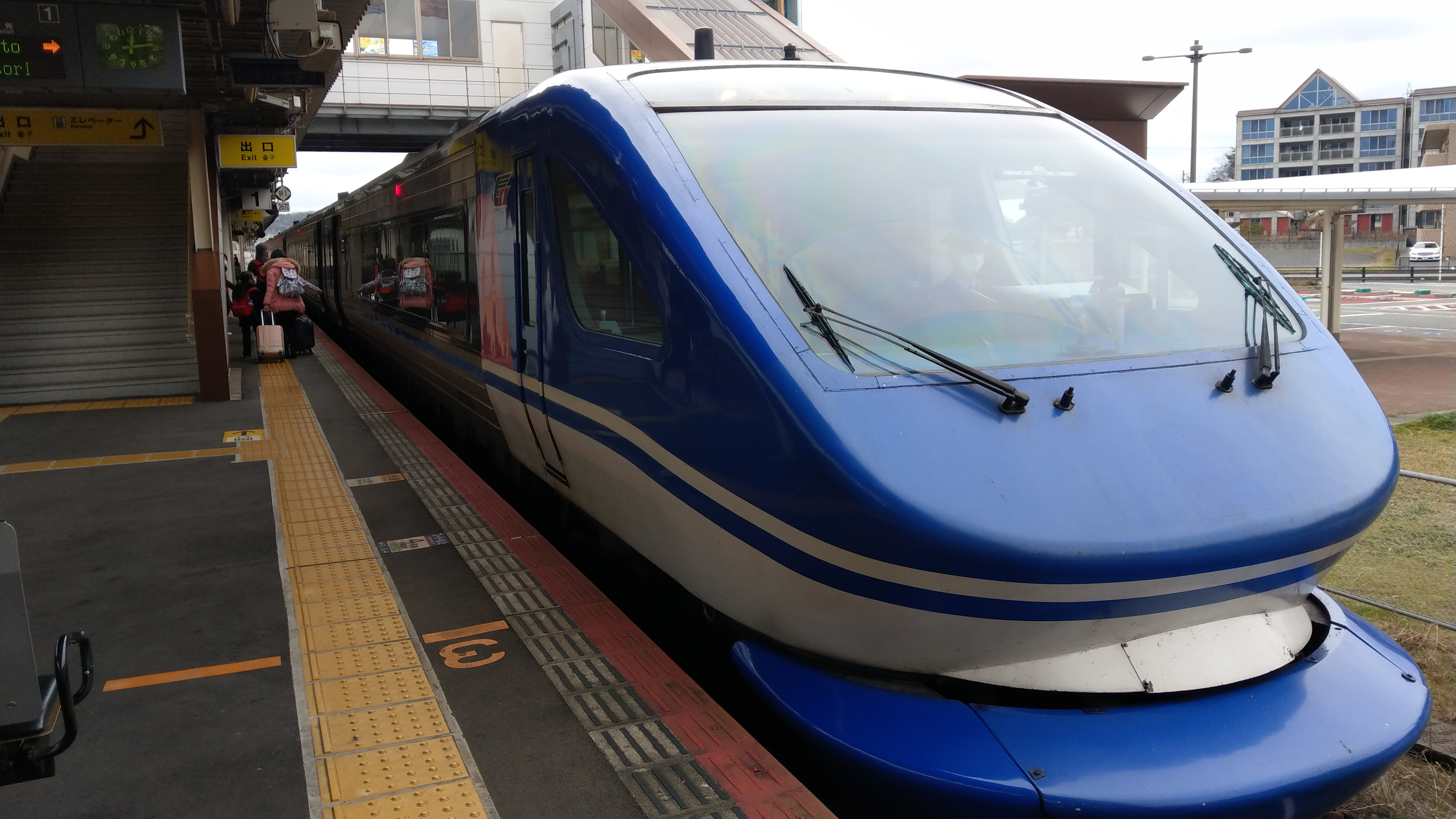
停靠於倉吉車站的超級白兔號列車

### 使用車輛、編組
列車使用智頭急行的擺式列車HOT7000系柴油車，原則上採5輛編組，在旅客較多時期會採6輛編組。全程振子裝置都會發揮作用，對軌道面最大可有5度的傾斜。
2008年車廂整新後，全車廂都禁止吸煙，並取消車上販售，改安裝兩台飲料自動販賣機，同時在車頭設置可穿透駕駛區的景觀瞭望座位．同時在每個車廂提供車頭前方即時影像的螢幕。

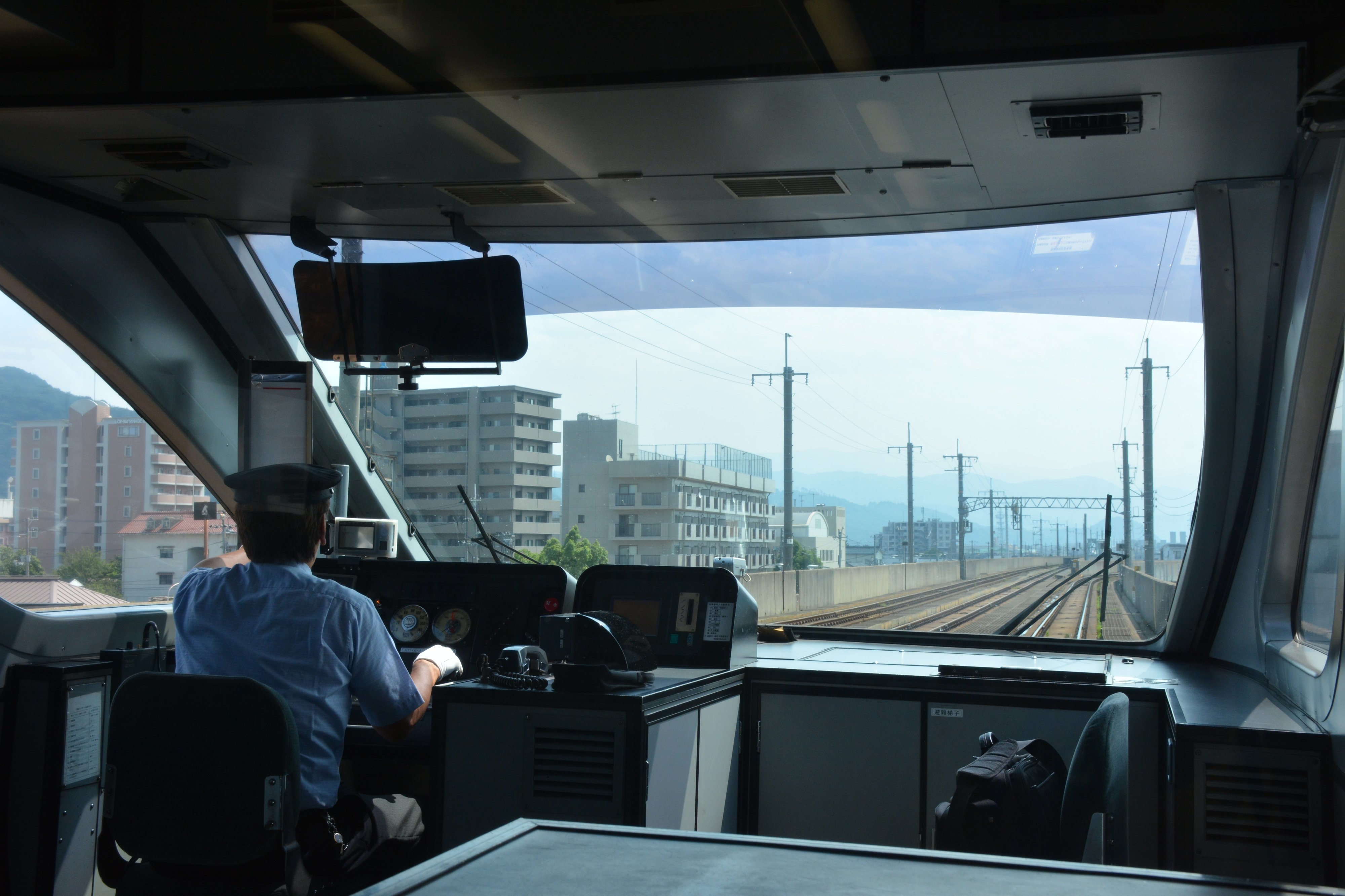
車頭景觀
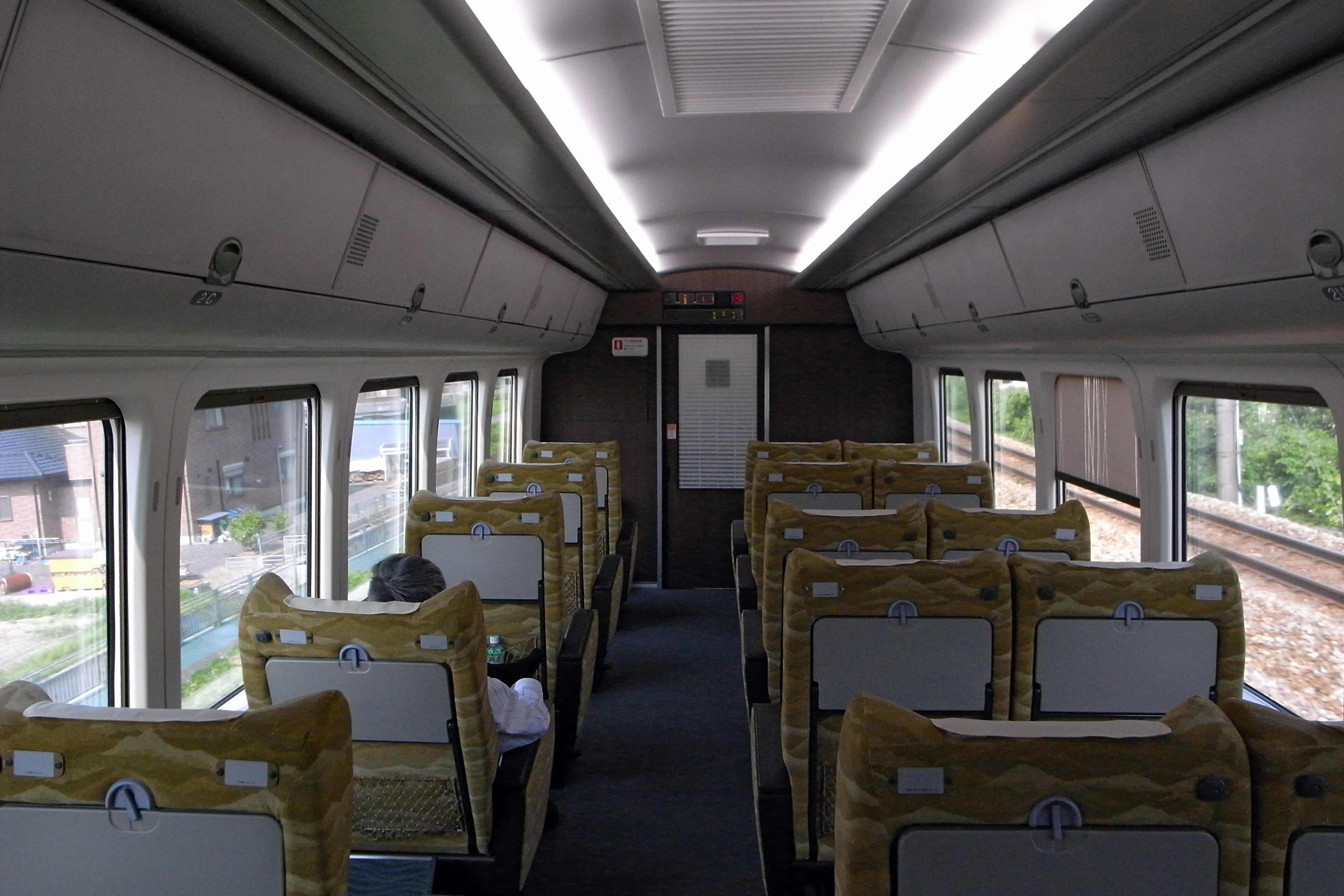
超級白兔號列車內的綠色車廂
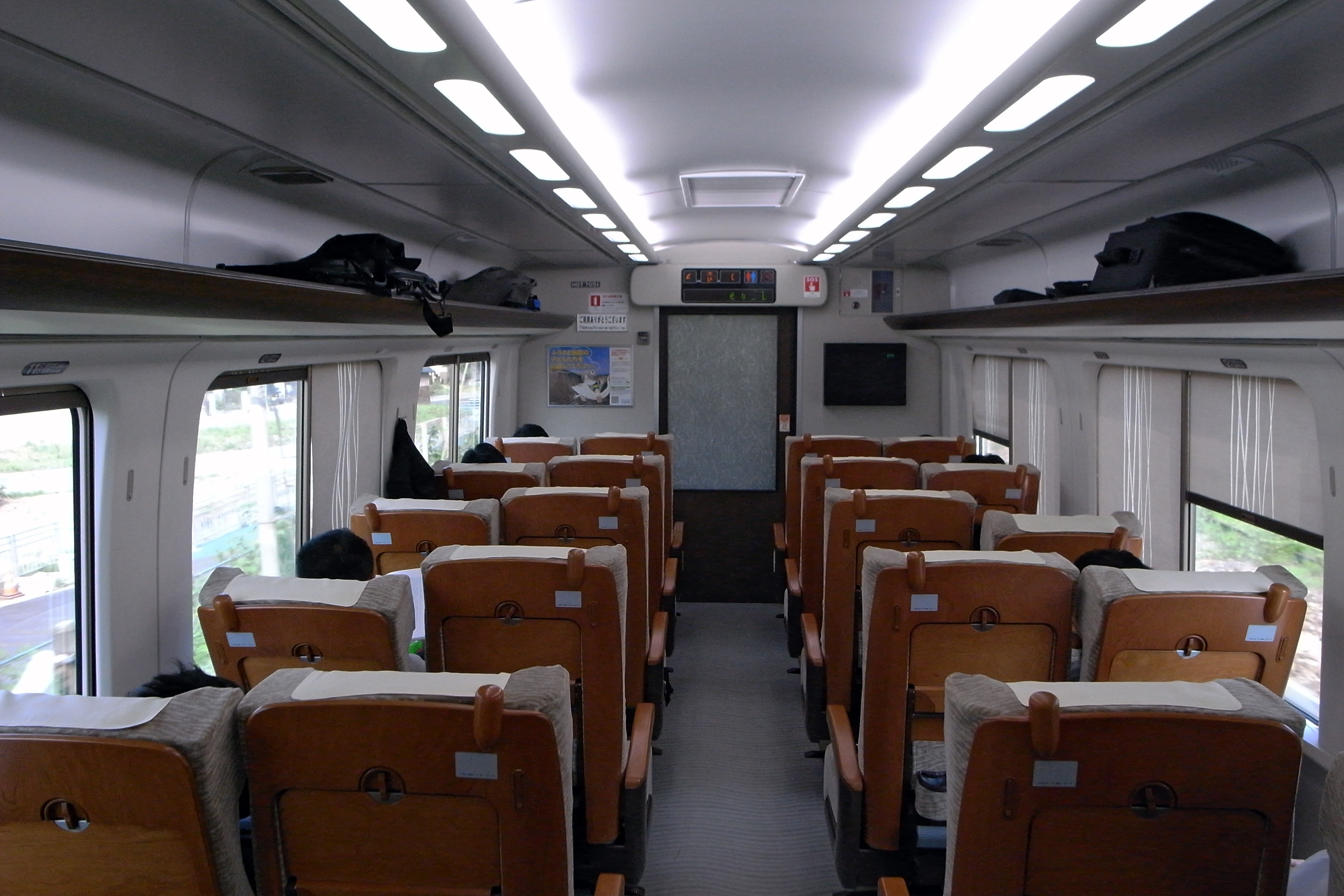
超級白兔號列車內的指定席車廂
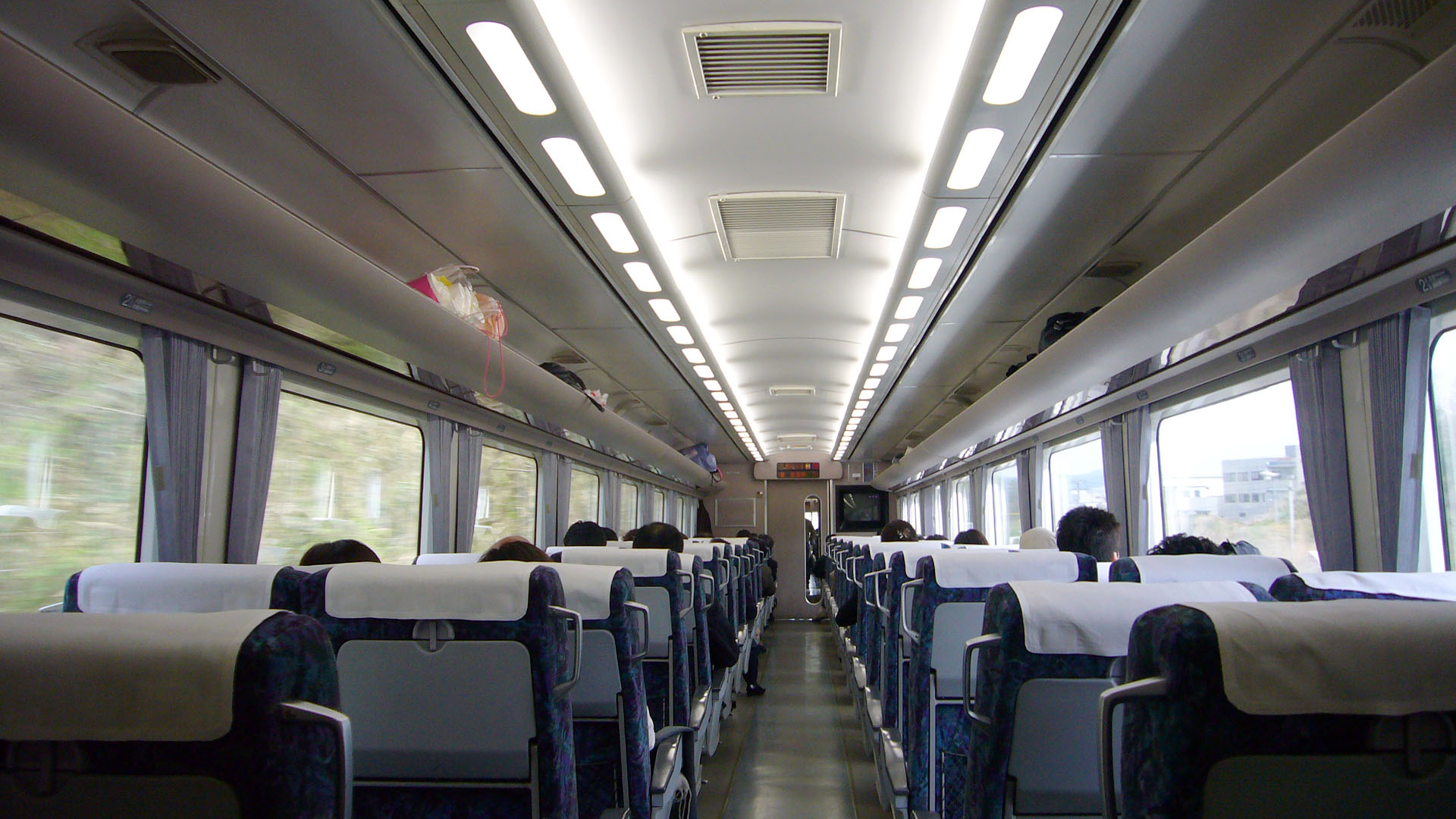
超級白兔號列車內的自由席車廂

## 外部連結
- （日語） 超級白兔號列車 （页面存档备份，存于） - 智頭急行
- （日語） 超級白兔號列車 （页面存档备份，存于） - JR西日本